# John Marcus Fleming
John Marcus Fleming (1911 – 1976) là Phó Giám đốc bộ phận nghiên cứu của Quỹ Tiền tệ Quốc tế (IMF) trong nhiều năm. Cùng lúc với Robert Mundell, Fleming đã công bố nghiên cứu của mình về chính sách ổn định trong nền kinh tế mở tương tự nghiên cứu của Mundell. Kết quả là, các giáo trình kinh tế học ngày nay thường gọi chung mô hình Mundell-Fleming. Xét về chiều sâu, phạm vi và phân tích ảnh hưởng thì đóng góp của Robert Mundell chiếm ưu thế hơn.